# Alleingang (Schweiz)
Als Alleingang wird in der Schweizer Politik im innenpolitischen Diskurs eine Strategie bezeichnet, welche darauf abzielt, die institutionelle Verflechtung mit der Europäischen Union im Speziellen und mit andern Regionen der Welt im Allgemeinen auf geringem Niveau zu halten. Der Begriff hat keine offizielle oder verfassungsrechtliche Grundlage, wird aber dennoch in der nationalen Aussen- und Innenpolitik seit Jahrzehnten als politisches Schlagwort benützt.
Befürworter dieses politischen Konzepts weisen unter anderem darauf hin, dass sich die Schweiz seit 1648 offiziell dazu bekannt habe, während politischer Krisen zwischen den europäischen Mächten eine neutrale Haltung einzunehmen, was im Wiener Kongress eine internationale vertragliche Grundlage erhielt.
Gegner kritisieren den Begriff als unscharf und Teil einer nationalistischen und realitätsfremden Ideologie.

## Zur Entstehungs- und Begriffsgeschichte
Als politische Strömung formte sich das Gedankengut um den Alleingang ab 1977 und ist von der korrelierenden Neutralität der Schweiz differenziert zu betrachten. Beginnend mit Abgas- und Lärmvorschriften im Jahre 1977 nutze der Bundesrat den Begriff Alleingang, um zu verdeutlichen, dass Vorschriften möglichst in Übereinstimmung mit den internationalen Normen verschärft werden sollen. Der Begriff gewann im Zuge der Abstimmung zum Beitritt der Schweiz zum EWR an Popularität. Die Schweizerische Nationalbank prüfte die Auswirkungen des EG-Binnenmarkts auf den Schweizer Finanzplatz und folgerte: Die vertragliche Integration der Schweiz im Rahmen eines EWR brächte neben den Vorteilen der Teilhabe am grossen Europäischen Binnenmarkt neue Herausforderungen für die Schweiz mit sich. Sie müssten in einzelnen Sachgebieten eine vergleichsweise weniger weit gehende Gesetzgebung mittragen und im institutionellen Bereich auf eine umfassende demokratische Legitimierung der Rechtssetzungsprozesse verzichten. Auch ist mit einer konstanten Mitwirkung im zu schaffenden EWR-Gerichtshof nicht zu rechnen.
Die oben genannte Schlussfolgerung führt die Attribute des Diskurses über den Alleingang auf, welcher medial intensiv debattiert wurde.

## Ideen des Alleingangs

### Grundgedanken
Der Begriff Alleingang hat folgende Grundpositionen:
1. Neutralität der Schweiz ist bewährt
2. Institutionelle und Wirtschaftliche Zusammenarbeit können nicht auseinandergehalten werden ("Selbstbestimmungsinitiative")
3. Einschränkung von Souveränität und Demokratie
4. EU-Skepsis
5. Patriotismus[6]
6. Dringlichkeit und Notwendigkeit der Verhandlungen nicht gegeben

Christoph Blocher beschrieb den Alleingang wie folgt:

„[...]Seit dem Fall der Mauer hat sich - in einer naiven Friedens- und Harmonieeuphorie - vor allem in der Schweiz der Angriff auf die Unabhängigkeit verstärkt. Nicht nur wurde das Wort Selbstständigkeit zunehmend durch den Begriff "Alleingang" ersetzt und zugleich entstellt, auch witterten die Anhänger der Lehre vom Ende des Nationalstaates und des Machtgleichgewichts als Friedensvoraussetzung mehr und mehr Morgenluft. Ihre Gedanken führen in den 90er Jahren in ein wenig selbstbewusstes und den Lasten der Verantwortung eher abholdes politisches Milieu. Daraus erfolgte ein fast zwanghaftes Streben nach Internationalität, wovon insbesondere die Bundesverwaltung erfasst wurde. Obschon jeder wüsste: Aktivität allein bringt uns nicht weiter. Man ist geneigt mit Mathias Claudius zu sagen: ".sie spinnen Luftgespinste und suchen viele Künste und kommen weiter von dem Ziel." [...].“

Bei der Diskussion zur Begrenzungs-Initiative beleuchtete Marianne Streiff-Feller, EVP Schweiz Nationalrat, den Alleingang wie folgt:

„[...] Ich erlaube mir, zum Schluss noch von Werten zu sprechen. Ein Schweizer Alleingang - die Kündigung der Verträge mit unseren Nachbarn - wäre meines Erachtens im Kontext der weltweiten verstärkt protektionistischen Tendenzen verantwortungslos, verantwortungslos gegenüber unseren Nachbarn, aber vor allem verantwortungslos gegenüber allen Bürgerinnen und Bürgern unseres Landes [...].“

Allerdings distanzieren sich auch rechte Parteien von gewissen Formen von Alleingängen, zum Beispiel lehnt die SVP in ihrem Parteiprogramm einen Alleingang der Schweiz bei umwelt- und klimapolitischen Zielen wie die Halbierung der CO2-Emission bis 2030 und deren Umsetzung ohne international verbindliche Beschlüsse aller Staaten entschieden ab.

## Der «bilaterale Weg» im Verhältnis zur EU und andere politische Beziehungen
Als Alternative zum EWR-Beitritt empfahlen die Gegner der Vorlage im Abstimmungskampf den «Alleingang» des Landes und das Modell des «bilateralen Weges» für die künftige Zusammenarbeit mit der EU. Die möglichen negativen Folgen des Nichtbeitritts suchte die Landesregierung seither in Verhandlungen mit der EU zu mildern, die zu zwei umfassenden Vertragspaketen führten (siehe dazu: Bilaterale Verträge zwischen der Schweiz und der EU) Gegen diese Vertragspakete wurde das Referendum wiederum von jenen politischen Kreisen ergriffen, die auch schon den Beitritt zum EWR bekämpft hatten. Auch jetzt wurde der «Alleingang» als besserer politischer Weg gepriesen.